# Хараматолоу
Хараматолоу (устар. Хара-Матолоу) — река в Шурышкарском районе Ямало-Ненецкого АО. Образуется слиянием истоков: Большая Хараматолоу — слева и Малый Хараматолоу — справа, устье находится в 74 км от устья Соби по правому берегу. Длина реки 22 км, площадь водосборного бассейна — 949 км².
В нижнем течении служит границей Шурышкарского и Приуральского районов. В 14 км впадает приток Макар-Рузь, в 21 км — Степрузь, обе по левому берегу.

## Данные водного реестра
По данным государственного водного реестра России относится к Нижнеобскому бассейновому округу, водохозяйственный участок реки — Обь от впадения реки Северная Сосьва до города Салехард, речной подбассейн реки — бассейны притоков Оби ниже впадения Северной Сосьвы. Речной бассейн реки — (Нижняя) Обь от впадения Иртыша.